# Stereophyllum microstegum
Stereophyllum microstegum là một loài Rêu trong họ Stereophyllaceae. Loài này được (Müll. Hal.) A. Jaeger miêu tả khoa học đầu tiên năm 1880.